# Пуста (Салаж)
Пуста (рум. Pusta) насеље је у Румунији у округу Салаж у општини Шимлеу Силваниеј. Oпштина се налази на надморској висини од 223 m.

## Становништво
Према подацима из 2002. године у насељу је живело 1454 становника.

### Попис2002.
| Расподела становништва по националности 2002.‍ | Расподела становништва по националности 2002.‍ | Расподела становништва по националности 2002.‍ | Расподела становништва по националности 2002.‍ | Расподела становништва по националности 2002.‍ |
| --------------------------------------------- | --------------------------------------------- | --------------------------------------------- | --------------------------------------------- | --------------------------------------------- |
|                                               |                                               |                                               |                                               |                                               |
| Румуни                                        | Румуни                                        |                                               | 395                                           | 27,2%                                         |
| Роми                                          | Роми                                          |                                               | 1.058                                         | 72,8%                                         |